# جینا رووره
جینا رووِره (ایتالیایی: Gina Rovere؛ ‏ ۱۸ مه ۱۹۳۶) بازیگر اهل ایتالیا است.
از فیلم‌ها یا مجموعه‌های تلویزیونی که وی در آن‌ها نقش داشته است، می‌توان به مارشال روکا، پدر ماتئو، در پارک اتفاق افتاد، بانیوماریا، هرکول، آدم‌های ناشناس، آدوا و دوستان، دن کامیلو: عالی‌جناب، عشاق لاتین، اگه خدا ببخشه من نمی‌بخشم، تبصره ۲۲، فارفالون، دل سگ، پشت دیوارهای صومعه، مادام کاملیا، زندگی زیباست و ارباب مورچه‌ها اشاره نمود.